# Parepilysta subfasciata
Parepilysta subfasciata là một loài bọ cánh cứng trong họ Cerambycidae.